# Soneto de Monterrey
El soneto de Monterrey es un poema del siglo XVI atribuido en principio, sin apenas fundamento, a Luís de Camões; actualmente se descarta su autoría por haber tenido éste sólo 15 años cuando se compuso el soneto, de índole bastante madura. Constituye una de las pocas muestras de la literatura en gallego de la época.

## El poema
Soneto de Monterrey
Alá en Monterrei en Val de Laça,
a Violante vi beira de un río
tan fermosa, en verdá, que quedei frío
de ver alma inmortal en mortal maça.
De un alto e lindo corpo a seda laça
a pastora sacaba fío a fío,
quando lle dise: - “Morro, corta o fío”
- “Vólveo, non cortarei, seguro pasa”.
- “¿E como pasarei, se eu acá quedo?
Se pasar –respondí- non vou seguro
que este corpo, sen alma, morra cedo”.
- “Coa miña, que levas, te aseguro
que non morras pastor” – “Pastora hei medo;
o quedar me parece máis seguro.

Anónimo, 1530-1540